# KOMPSAT-5
KOMPSAT-5 (англ. KOrea Multi-Purpose SATellite — корейский многоцелевой спутник, также известен как Arirang-5) — южнокорейский спутник дистанционного зондирования Земли. Создан и эксплуатируется Корейским институтом аэрокосмических разработок (KARI) в рамках национального плана развития, осуществляемого с 2005 года под патронажем Министерства образования, науки и технологии.
На борту космического аппарата установлен микроволновый радар с синтезированной апертурой, разработанный при участии компании Thales Alenia Space. Радиолокатор, который будет выполнять съёмку в X-диапазоне длин волн, должен обеспечить высокое качество изображения (номинальное пространственное разрешение в режиме съёмки «Spotlight» составляет до 1 метра) в любое время суток при любых погодных условиях. Дополнительная полезная нагрузка — система «AOPOD» (исследование атмосферы радиозатменным методом и точное определение параметров орбиты), состоящая из двухчастотного приёмника GPS и решётки лазерного ретро-рефлектора «LRRA».
Спутник предназначен для осуществления круглосуточного мониторинга Корейского полуострова, получения оперативной информации о погодных условиях, катаклизмах (стихийных бедствиях, техногенных катастрофах), а также о природных ресурсах. Периодические наблюдения за земным пространством, океаном и атмосферой будут проводиться в течение пяти лет.
KOMPSAT-5 был запущен 22 августа 2013 года в 14:39 UTC ракетой-носителем «Днепр» с космодрома Ясный. В 20:35 UTC наземная станция установила связь с аппаратом и получила подтверждение о достижении целевой орбиты и нормальном функционировании систем спутника.